# Tommaso Palamidessi
Pour les articles homonymes, voir Palamidessi.
 (octobre 2015).
Améliorez-le ou discutez des points à vérifier. 
 (octobre 2015).
Si vous disposez d'ouvrages ou d'articles de référence ou si vous connaissez des sites web de qualité traitant du thème abordé ici, merci de compléter l'article en donnant les références utiles à sa vérifiabilité et en les liant à la section « Notes et références ».
Tommaso Palamidessi (Pise, 16 février 1915 – Rome, 29 avril 1983) était un philosophe et ésotériste italien du XXe siècle. D'abord astrologue et vulgarisateur de disciplines spirituelles orientales, il élaborera, dans une deuxième phase de son évolution, une forme originale d’ésotérisme chrétien, l'« Archéosophie », en  créant en 1968, à Rome, l'association Archéosophique.
L'Association Archéosophique est actuellement dirigée par Alessandro Benassai. Répandue dans tout le territoire italien, elle compte également des sièges à l'étranger (dont quatre en Allemagne, un au Portugal, et un en France).

## Jeunesse et formation occultiste
Né à Pise en 1915 de Carlo Palamidessi, officier de l'armée italienne, et de Luigia Tagliata, écrivain et poétesse, Tommaso Palamidessi part en 1920 vivre en Sicile, où il passe son enfance et son adolescence.
C'est à cette époque qu'il commence à s'intéresser à la botanique, à l'astronomie, à l'astrologie, à la médecine et à l'histoire des religions, en autodidacte. Il séjourne en outre à Tripoli et à Tunis, où il entre en contact avec des confréries soufies.

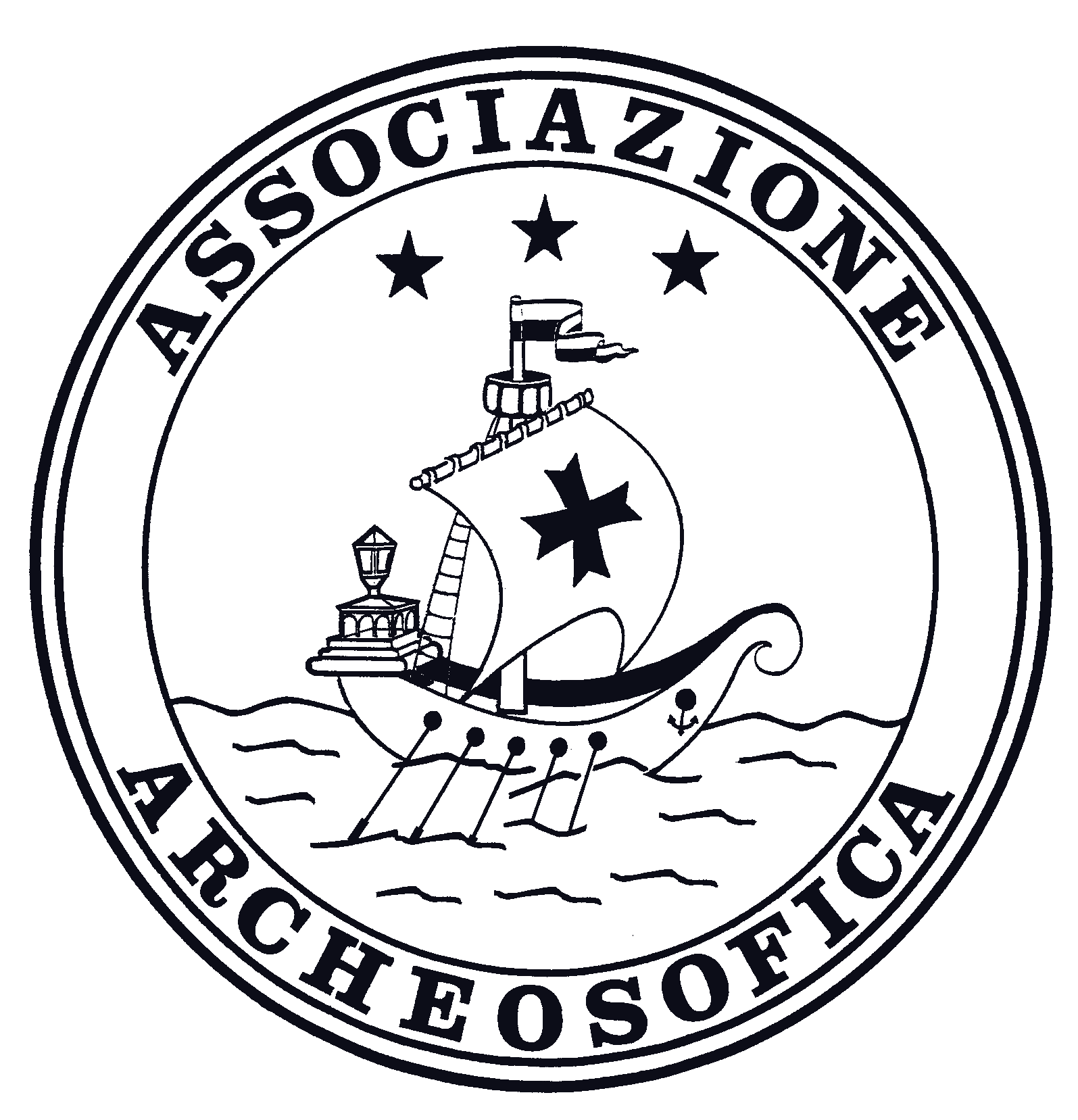
L'emblème de l'Association Archéosophique

À partir de 1933, à Turin (ville traditionnellement réputée « magique », ouverte aux influences de l'ésotérisme français et britannique) il s'adonne à une formation occultiste intégrale : il pratique abondamment le spiritisme, favorisé par ses prédispositions de médium, il cultive l'astrologie, il s’intéresse à l'alchimie spirituelle ainsi qu'au yoga tantrique et fréquente le directeur du Musée égyptologique de Turin, Ernesto Scamuzzi, qui l'achemine à l'étude des hiéroglyphes.
Vers la fin des années 1940, il entre en contact avec le groupe astrologique de Hambourg (l'école fondée par Alfred Witte), ainsi qu'avec des astrologues français, parmi lesquels Alexandre Volguine. Il est en même temps proche de certains personnages influents dans les milieux maçonniques et martinistes italiens, comme Umberto Gorel Porciatti et Gino Testi, et intègre la branche italienne de la Société théosophique.
Les intérêts cultivés par Palamidessi pendant les années 1940 – astrologie, alchimie, yoga tantrique – débouchent sur une production littéraire importante. Ici on peut citer les volumes : I poteri occulti dell'uomo e lo yoga tantrico indo-tibetano (1945), La tecnica sessuale dello yoga tantrico indo-tibetano (1948), La potenza erotica di Kundalini Yoga (1949), ainsi que le texte L’Alchimia come via allo Spirito (1948). Mais Palamidessi est actif surtout dans le domaine de l'astrologie. Parmi les volumes qu'il consacre à cette discipline, à cette époque encore pratiquement inexplorée en Italie, on peut signaler les suivants: Il Corso degli astri e le malattie nell'uomo, 1940; Astrologia mondiale: il destino dei popoli rivelato dal corso degli astri, 1941 et Gli astri nella diagnosi e cura del cancro, 1949.

## Les années 1950: vulgarisation ésotérique et passage au Christianisme
En 1947, Palamidessi épouse Rosa Francesca Bordino (1916-1999), qui restera à côté de lui pendant toute sa vie et qui, l'année suivante, lui donnera une fille, Silvestra (1948-1996). En 1949 il interrompt ses publications de yoga pour se consacrer entièrement au travail d'astrologue. En 1953, ayant quitté Turin pour Rome avec sa famille, il collabore activement avec plusieurs organes de presse, parmi lesquels La Tribuna illustrata, où il tient pendant de nombreuses années des rubriques d'ésotérisme et d'astrologie. Palamidessi poursuivra cette activité jusqu'à 1969, année de la disparition du journal.
En 1957, il visite les monastères de Kalambaka, en Thessalie, et du Mont Athos, où il étudie la « prière du cœur » de la tradition orthodoxe. En 1960, il entre dans le Tiers Ordre Franciscain en tant que frère laïc. La redécouverte de la mystique occidentale est le symptôme d’une mutation profonde de l'orientation ésotérique de Palamidessi qui, à travers une lecture approfondie de la littérature patristique des premiers siècles, abandonne l'étude des doctrines orientales pour s'atteler à un programme de « reconstruction » du véritable ésotérisme chrétien.

## La fondation de l'Archéosophie
Palamidessi aboutit donc à la formulation d’un système ésotérico-chrétien qui prend le nom d'« Archéosophie ». À cette doctrine correspond l’association « Archéosophique », « École ésotérique de Haute Initiation », fondée à Rome le 29 septembre 1968. Dans la période qui suit, Palamidessi effectue une série de voyages qui le conduiront en Inde, au Cachemire, au Népal, en Chine, en Amérique du Sud, en Union Soviétique, au Canada, afin de se procurer des manuscrits et des livres d'ésotérisme, d'astrologie, de médecine ; mais c'est surtout à l'alimentation de la doctrine archéosophique et à l'organisation des différents groupes qui ont surgi un peu partout en Italie, qu’il consacrera ses efforts de 1968 jusqu’à sa mort, survenue en 1983.

## L'ascèse archéosophique
Le programme d'ascèse ésotérique archéosophique se veut organique, et fait appel à toutes les ressources spirituelles de l'homme. Ce programme inclut des techniques de dédoublement (qui sont censées permettre une expérience directe, personnelle des mondes suprasensibles), ainsi que des méthodes de méditation sur les trois principes animiques susmentionnés. Parmi celles-ci, la principale est la méditation sur le cœur associée à l'invocation du nom de Jésus, typique de l'hésychasme, expérience que Palamidessi définit comme « cardiognosie » ou « connaissance intime du cœur ». L'ascèse archéosophique comprend en outre des exercices qui ont pour but d'éveiller la mémoire des vies antérieures.
C'est précisément grâce à ces techniques que Palamidessi aurait appris avoir été le théologien chrétien Origène (185-254), dont les positions doctrinales, bien souvent audacieuses et imprégnées d'un certain ésotérisme, ont été fréquemment contrecarrées par les hiérarchies ecclésiastiques; ainsi que le médecin, astrologue et mathématicien de la Renaissance Jérôme Cardan (1501-1576), qui s'était attelé, lui aussi, à la tâche de réconcilier sciences occultes et Christianisme (en rédigeant, entre autres, un horoscope du Christ).
Dans  Techniques d'éveil initiatique (1975), Palamidessi met au point une méthodologie ascétique fondée sur la connaissance de l’homme occulte, et en particulier sur le système des  chakra. Avant-gardiste pour l'époque en question – que l'on songe seulement à la quantité de traités sur les chakra dont foisonnera la littérature New Age postérieure – l'ouvrage en question propose un programme d'ascèse complet, où des techniques de méditation sur les centres subtils et sur les noms divins d'un côté, une vie intérieure orientée vers la transcendance de l'autre, et enfin un usage attentif des influences astrales, utiles selon Palamidessi pour déterminer les moments les plus opportuns pour les pratiques ascétiques, convergent dans le but unique d’assurer la régénération spirituelle de l'homme.

## La technique de l’icône et l’ascèse artistique

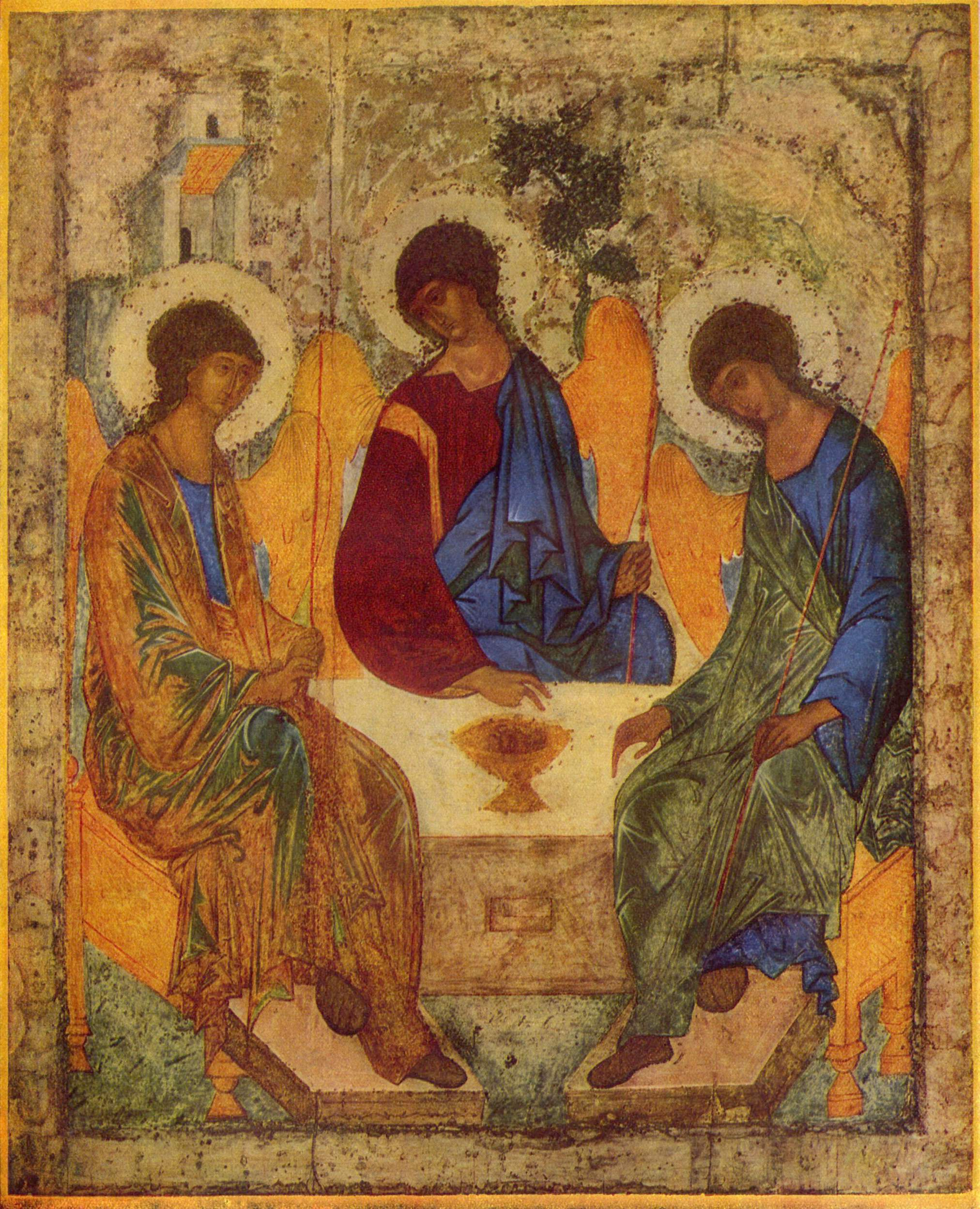
L'icône de la Trinité (Andreï Roublev, Moscou, vers 1411)

Une forme spéciale d'ascèse est celle qui s’effectue à travers l'art.
Attentif à la tradition mystique, ascétique et artistique de l'Église orthodoxe, Palamidessi remet au grand jour la technique de l'icône sacrée, après en avoir étudié les présupposés d’un point de vue ésotérique. Cette analyse reélabore les réflexions sur le rôle de l'art et du symbole dans la vie spirituelle et initiatique typiques d'un certain ésotérisme contemporain (René Guénon, Louis Charbonneau-Lassay, Ananda Coomaraswamy, Titus Burckhardt), mais elle s'en démarque de par son caractère éminemment pragmatique et technique.
Le texte que Palamidessi consacre à ce sujet, L'icône, les couleurs et l'ascèse artistique (publié posthume en 1986), se présente en effet comme un véritable manuel de « théorie et technique ésotériques de l'art » qui entend acheminer l'élève à la préparation personnelle de l’icône sacrée et à la méditation sur celle-ci.
L'artiste, en suivant les lois du symbolisme chromatique ainsi que la géométrie traditionnelle de l'art sacré, fait de l'icône un « château de méditation », un mandala chrétien, une image qui rend sensibles les archétypes divins et qui devient donc sanctifiante.
Le processus de méditation que l'élève effectue pendant la préparation de l'icône et celui, analogue, accompli sur l’icône réalisée et consacrée selon la liturgie appropriée ont pour but de transmuer la conscience, de la spiritualiser, en intégrant ainsi les autres instruments de l’ascèse.

## Publications
- Il Corso degli astri e le malattie nell'uomo: trattato teorico-pratico di cosmopatogenesi con 22 figure, Milan: F.lli Bocca, 1940 (2e éd. Archeosofica 1985).
- La medicina e gli influssi siderali, Milan: F.lli Bocca, 1940.
- Astrologia mondiale: il destino dei popoli rivelato dal corso degli astri, Turin: T. Palamidessi, 1941 (2e éd. Archeosofica 1985).
- Gli influssi cosmici e la diagnosi precoce del cancro, Turin: T. Palamidessi, 1943.
- Terremoti, eruzioni e influssi cosmici, Turin: T. Palamidessi, 1943.
- I poteri occulti dell'uomo e lo yoga tantrico indo-tibetano, Turin: Spartaco Giovene, 1945 (2e éd. Archeosofica 1988).
- La tecnica sessuale dello yoga tantrico indo-tibetano, Turin: Edizioni Grande Opera, 1948 (2e éd. Archeosofica 1988).
- La potenza erotica di kundalini yoga: lo yoga del potere serpentino ed il risveglio dei ventuno chakra, Turin: Grande Opera, 1949.
- Lo yoga per non morire: metodi sperimentali indù per realizzare l'immortalità autocosciente, Turin: Grande Opera, 1949.
- L'alchimia come via allo spirito: l'autorealizzazione magica e la psicologia del profondo, svelate dalla tradizione ermetica, Turin: Grande Opera, 1949 (2e éd. Arkeios 2001).
- Gli astri nella diagnosi e cura del cancro, Turin: Ed. Grande Opera, 1949.
- Tecniche di risveglio iniziatico: i centri di forza e la metafisica sperimentale, Rome : Edizioni Mediterranee, 1975 (2e éd. 1983).
- Archeosofia, en 5 volumes, Rome: Archeosofica, 1985-1988.
- Il libro cristiano dei morti, Rome: Arkeios, 1985.
- Le basi della teologia sofianica : nuove indagini bibliche, Rome: Arkeios, 1986.
- L'icona, i colori e l'ascesi artistica: dottrina ed esperienze per una Via verso l'autosuperamento ed una coscienza divina nell'arte, Rome: Arkeios, 1986.
- Ricettario Erboristico, Rome: Arkeios, 1987.